# Suisse romande
Ne doit pas être confondu avec la Suisse romanche ni avec la Suisse normande.
« Romandie » redirige ici. Pour les autres significations, voir Romandie (homonymie).
La Suisse romande, Romandie ou plus rarement Suisse française, est la partie francophone de la Suisse. Les habitants de la Suisse romande sont appelés Romands.

## Nom et traductions
La Suisse romande , ou encore Romandie  ([ʁɔ.mɑ̃.di]) (surtout en Suisse alémanique), ou plus rarement Suisse française (plus courant avant la Première Guerre mondiale), se dit Westschweiz ou Welschland pour les Suisses alémaniques et Svizzera romanda pour les Suisses italiens.

## Géographie

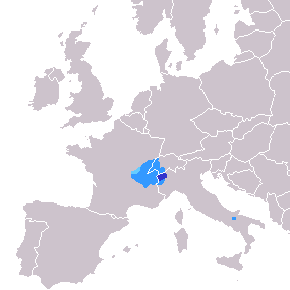
La Suisse romande au sein de l'aire linguistique franco-provençale

La Suisse romande se situe dans l'ouest de la Suisse et couvre une superficie de 9 508,2 km2 soit 23 % du pays. Bien que l'appellation « Romandie » soit fréquemment employée dans la vie courante[réf. nécessaire], cette région n'a pas d'existence politique en Suisse. « Romandie » est un terme qui désigne le territoire suisse dont les populations sont francophones. Elle recouvre les cantons de Genève, du Jura (à l'exception de la commune germanophone d'Ederswiler), de Neuchâtel et de Vaud et une partie des cantons de Berne (Jura bernois et Bienne), de Fribourg et du Valais.
La majeure partie de la Romandie appartient au domaine linguistique francoprovençal ou arpitan, une langue presque disparue en Suisse et en France mais protégée et parlée en Vallée d'Aoste, dont le patois est très similaire à l'arpitan suisse, et qui est encore parlée dans quelques rares villages valaisans (Evolène) et fribourgeois.
Seule l'Ajoie, au patois reconnu comme patrimoine culturel de la République jurassienne appartient au territoire de la famille des langues d'oïl en tant que branche du franc-comtois.

### Superficie détaillée
- Canton de Berne

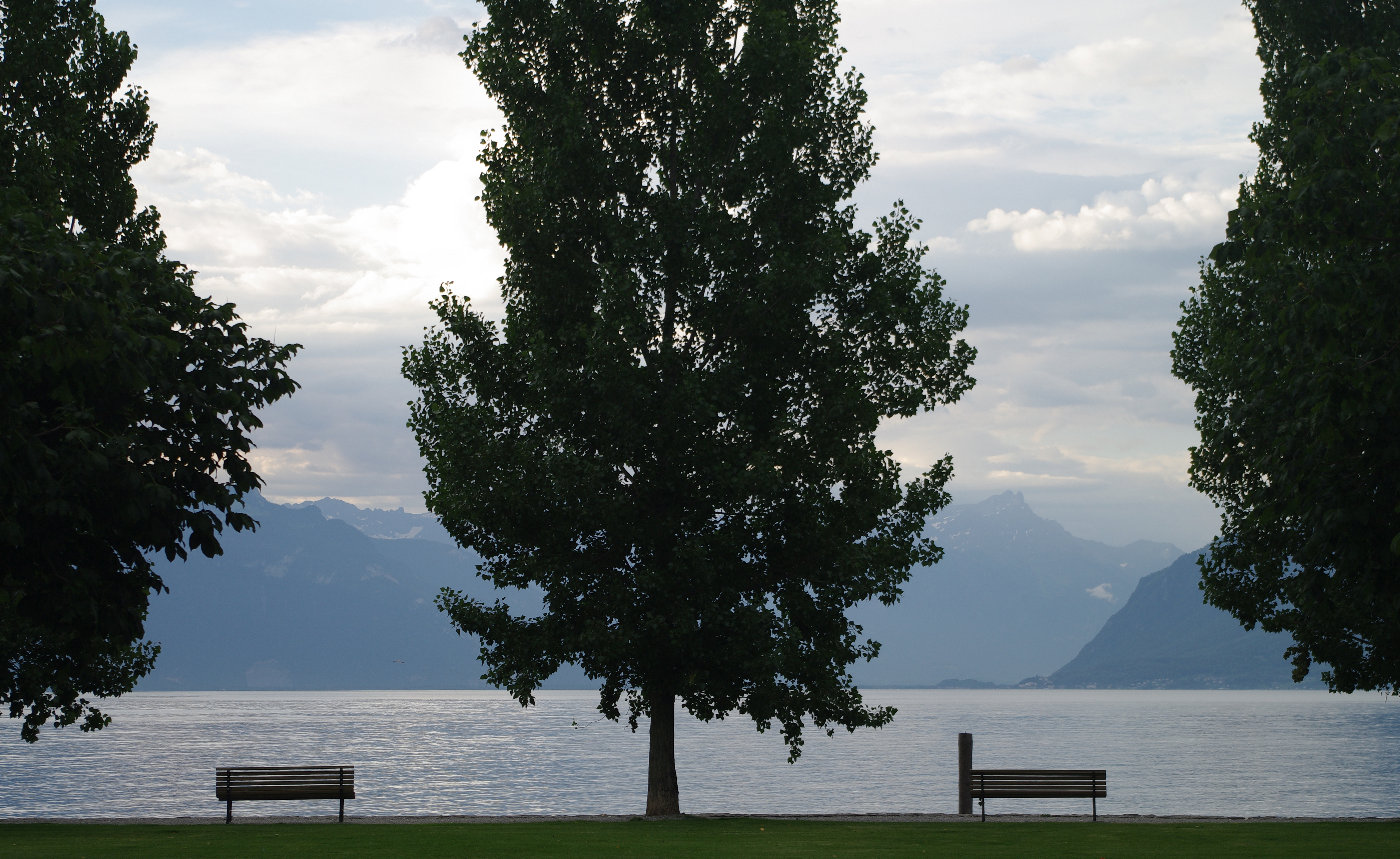
Le Léman, vu depuis la place d'Armes à Cully.

  - Région du Jura bernois : 540,95 km2
- Canton de Fribourg (partie romande uniquement) : 1 183,58 km2
- Canton de Genève : 282,48 km2
- Canton du Jura : 838,55 km2
- Canton de Neuchâtel : 802,93 km2
- Canton de Vaud : 3 212,03 km2
- Canton du Valais (partie romande uniquement) : 2 592,72 km2

La superficie totale de la Romandie est de 9 508,2 km2. Cultivant une tradition lacustre et alpestre, la Suisse romande est connue pour le Léman, le plus grand lac alpin d'Europe, et les Alpes suisses.

## Étymologie
L'adjectif romand est une réfection de roman d'après normand, où le suffixe -mand est l'adaptation française du germanique mann « homme », emprunté au norrois de Normandie. Le même phénomène explique les graphies modernes flamand et allemand.
Roman s'applique à ce qui est relatif aux peuples conquis par Rome, notamment à la langue qu'ils parlaient. En conséquence, les linguistes désignent par romanes les langues issues du latin tardif en usage sur le vaste territoire de la Romania à la fin de l'Antiquité et dont les formes modernes les plus répandues sont l'espagnol, le portugais, le catalan, le provençal, l'occitan, le français, l'arpitan, l'italien, le roumain et le romanche.
Le terme « Romand(e) » est attesté au XVIe siècle (1556), l’expression « Pays romands » remonte au Moyen Âge.
Le terme « Suisse romande » apparaît en 1723 dans le titre Histoire de la Suisse romande de l'historien vaudois Abraham Ruchat, ouvrage qui ne sera publié qu'ultérieurement.
La dénomination « Suisse française » apparaît après la Révolution française et l’occupation de la Suisse par la France de 1789 à 1815. Elle reste courante au XIXe siècle, en concurrence avec « Suisse romande », et exprime l'influence culturelle et le prestige de la France. Durant la Première Guerre mondiale, dans la presse et pour des raisons éminemment politiques elle a cédé la place à « Suisse romande » pour affirmer une unité nationale menacée par les divisions linguistiques (le fameux Röstigraben).
L'expression « Romandie » est attestée le 15 octobre 1914 déjà, dans la Gazette de Lausanne sous la plume de Samuel-Élie Rocheblave. Aujourd'hui, Romandie a des connotations poétiques en français ; les Suisses alémaniques l'emploient en revanche volontiers.
Les Suisses alémaniques appellent parfois les Romands les Welsches, et la Suisse romande le Welschland. Welsch vient du germanique walh-isk-, dérivé de walh-, et a sans doute désigné d'abord les Volques, puis les Celtes en général, et enfin les Gallo-Romains ; on retrouve ce mot partout où les peuples de langue germanique avaient des voisins de langue romane ou celtique (non seulement welsche, welsh mais aussi wallon et gaulois se rattachent à la racine walh-).

## Démographie
Selon les chiffres provisoires des statistiques de la fin du 3e trimestre de 2019, la Romandie compte 2 140 124 habitants (25 % de la Suisse). Au 2e trimestre de 2017, elle comptait 2 106 355 habitants.
Répartition dans les cantons francophones ou bilingues en 2015 :
- Vaud : 767 294 ;
- Valais : 242 463 (333 054 habitants, dont 72,8 % de francophones) ;
- Genève : 481 868 ;
- Berne : 105 378 (1 013 251 habitants, dont 10,4 % de francophones)[11] ;
- Fribourg : 213 636 (305 194 habitants, dont 70 % de francophones) ;
- Neuchâtel : 178 059 ;
- Jura : 72 597.

La Suisse romande comptait environ 1,93 million d'habitants fin 2012, soit 24 % de celle de la Suisse et aurait passé le cap des deux millions durant l'année 2013. Population francophone par canton :
| Canton    | 2015    | 2017    | 2019    | 2020    | 2021    | Superficie (partie francophone, en km²) |
| --------- | ------- | ------- | ------- | ------- | ------- | --------------------------------------- |
| Berne     | 105 378 | 107 041 | 110 133 | 114 735 | 115 155 | 540,95                                  |
| Fribourg  | 213 636 | 219 404 | 224 527 | 226 977 | 229 783 | 1238,54                                 |
| Genève    | 481 868 | 492 548 | 502 999 | 505 716 | 507 590 | 282,48                                  |
| Jura      | 72 597  | 73 179  | 73 620  | 73 725  | 73 773  | 838,55                                  |
| Neuchâtel | 178 059 | 178 398 | 176 814 | 176 141 | 176 046 | 802,93                                  |
| Valais    | 242 463 | 247 212 | 250 474 | 252 915 | 255 857 | 2592,72                                 |
| Vaud      | 767 294 | 788 573 | 801 557 | 811 497 | 819 331 | 3212,03                                 |

Selon une étude de l'Office fédéral de la statistique (OFS), la Suisse pourrait compter 10,2 millions d'habitants en 2045. Cette progression résulterait principalement des flux migratoires à venir. Plusieurs scénarios ont été étudiés par l'OFS pour la période 2015-2045. Le scénario le plus optimiste (solde migratoire et fécondité plus élevés) prévoirait une population de 11 millions d'habitants en 2045.
Dans le scénario pessimiste, le nombre d'habitants se monterait à 9,4 millions pour la même année.
Cette croissance démographique ne serait pas la même dans les différents cantons. En Suisse romande, les cantons de Vaud, Valais et surtout Fribourg ont connu et continueraient de connaître une croissance supérieure à la moyenne (de même que le Tessin et la plupart des cantons alémaniques se rattachant à l’espace métropolitain zurichois, ex : Thurgovie et Argovie). La population continuerait ainsi de croître surtout en Suisse latine (ainsi que dans la métropole zurichoise), contrairement à la métropole bâloise, au canton de Berne et à celle des autres cantons dont la croissance démographique serait plus modeste.
Une exception pour l’arc jurassien, dont l'augmentation serait beaucoup plus modeste, voire négative.
Toujours selon l’OFS, il est prévu que beaucoup de nouveaux résidents s’installent dans les cantons de Vaud, Fribourg, Valais et Genève, ainsi qu’au Tessin.
La Suisse du futur sera encore un peu plus latine, romande et lémanique qu’en 2015. Une tendance en faveur d'un rééquilibrage politique et économique, entre la Suisse romande et la Suisse alémanique dans son ensemble. Par exemple, le canton de Genève compterait très vite plus d’habitants que le canton de Saint-Gall, quatrième canton alémanique en nombre d'habitants. Ceci produira un basculement relatif du centre de gravité du pays vers l’ouest alors même que le déclin de l'arc jurassien créera un nouveau déséquilibre au sein de la Romandie.

### Cas particulier du canton de Berne
Pour une population de 1 050 229 habitants en 2022, le canton de Berne est constitué de 10,6 % de francophones. Certains sont localisés et regroupés comme dans le Jura bernois, d'autres vivent dans des villes bilingues (Bienne). La capitale fédérale et son agglomération accueillent également une petite minorité (Berne ville : 6,4 %, Köniz : 5,5 %, Muri : 7,2 %). Le reste des francophones est dispersé dans le reste du canton.
Détail :
- Jura bernois : 52 000 ;
- District de Bienne : 30 924 ;
- Ville de Berne[17] : 8 334,(district de Berne : 19 000)  ;
- Reste du canton de Berne : 26 000.

Total : 106 000 francophones.
Sur ce total de 106 000, une partie des francophones est localisée en Suisse romande, l'autre en Suisse alémanique (ex : agglomération de Berne).

## Politique
Dans le système fédéral suisse, la Suisse romande n'a pas d'existence politique autonome, mais regroupe sept cantons ou parties de cantons, lesquels sont indépendants avec leurs propres institutions. Ceux-ci collaborent néanmoins dans des domaines concrets au travers de nombreuses conventions et concordats intercantonaux.
La Suisse étant un pays qui recourt de façon extensive à la démocratie directe lors de consultations populaires qui ont lieu plusieurs fois par année, les différences de sensibilités politiques entre Romands et Alémaniques se sont manifestées clairement lors de votations comme celles qui ont porté sur l'intégration éventuelle de la Suisse dans l'Espace économique européen (EEE), ou dans la politique d'immigration et d’asile. Ces différentes sensibilités politiques, sans doute liées en partie à une différente appartenance culturelle, ont fait naître une véritable frontière imaginaire qui n'est pas seulement linguistique, mais également politique et culturelle, populairement appelée « barrière de röstis » ou röstigraben,.

## Données cantonales
| Abr. | Armoiries | Canton              | Depuis | Chef-lieu | Population (décembre 2023) | Population (en % du total suisse) | Superficie (en km²) | Superficie (en % du total suisse) | Densité (en hab./km²) | Nombre de communes | Langues officielles |
| ---- | --------- | ------------------- | ------ | --------- | -------------------------- | --------------------------------- | ------------------- | --------------------------------- | --------------------- | ------------------ | ------------------- |
| BE   |           | Berne (Bern)        | 1353   | Berne     | +1 063 533,                | 12,1                              | +5 959,44           | 14,4                              | 178                   | 383                | allemand français   |
| FR   |           | Fribourg (Freiburg) | 1481   | Fribourg  | +0341 537,                 | 3,9                               | +1 670,7            | 4                                 | 204                   | 167                | français allemand   |
| VD   |           | Vaud                | 1803   | Lausanne  | +0845 870,                 | 9,6                               | +3 212,03           | 7,8                               | 263                   | 375                | français            |
| VS   |           | Valais (Wallis)     | 1815   | Sion      | +0365 844,                 | 4,2                               | +5 224,25           | 12,7                              | 70                    | 141                | français allemand   |
| NE   |           | Neuchâtel           | 1815   | Neuchâtel | +0178 291,                 | 2                                 | +0802,93            | 1,9                               | 222                   | 53                 | français            |
| GE   |           | Genève              | 1815   | Genève    | +0524 410,                 | 5,9                               | +0282,48            | 0,7                               | 1856                  | 45                 | français            |
| JU   |           | Jura                | 1979   | Delémont  | +0074 548,                 | 0,8                               | +0838,55            | 2                                 | 89                    | 64                 | français            |

## Culture
Le Pays romand est un chant populaire composé par Émile Jaques-Dalcroze. Ses paroles s'inspirent de thèmes similaires (montagne, patrie, spiritualité) au Cantique suisse, l'hymne national suisse.
La littérature romande, dont les figures majeures sont Jean-Jacques Rousseau, Benjamin Constant, Alexandre Vinet, H.-F. Amiel, C.-F. Ramuz, Jacques Chessex, Maurice Zermatten, reste vivante et bien étudiée, notamment grâce aux volumes dirigés par Roger Francillon (Histoire de la littérature en Suisse romande, 4 vol., Lausanne, 1996-1999, repris en un vol., Genève, 2015). Voir aussi, sous la direction de Corinne Blanchaud, le Dictionnaire des écrivains francophones classiques, Belgique, Canada, Québec, Luxembourg, Suisse romande, Paris, 2013.

### Cuisine
La Suisse romande est dotée d'un terroir riche et varié composé de nombreuses spécialités culinaires. Ainsi, on peut y déguster des mets au fromage telles que les célèbres fondue et raclette originaires des cantons de Fribourg, Vaud et du Valais. Outre ces plats à base de fromage, la Romandie compte également de nombreux mets confectionnés avec des légumes accompagnés de viande ou de poisson, comme le papet vaudois, une recette qui réunit poireaux, pommes de terre et saucisses dans un plat unique. Sur les rives des lacs romands, c'est le poisson qui est à l’honneur, avec par exemple les filets de perches meunières du Léman. Les spécialités sucrées ne sont également pas en reste. On peut donc citer à titre d'exemple les fameuses meringues accompagnées de crème double du canton de Fribourg ou encore les bricelets.

## Honneur
L'astéroïde (227065) Romandia est nommé en son honneur.